# Inhaber
Un propietario, o inhaber (trasliterado directamente del alemán), era un término militar utilizado en el Ejército imperial austríaco y en el Ejército austrohúngaro para honrar a ciertos nobles o aristócratas. El Ejército Imperial y Real siguió en su organización ciertos criterios feudales como la existencia de regimientos fundados y sostenidos por grandes señores. Estos eran denominados «propietarios» del mismo y el regimiento tomaba su nombre. Esta figura fue utilizada en otros ejércitos, como el del Imperio ruso.
En otros ejércitos de la época contemporánea surgió un honor militar similar para honrar a príncipes y grandes señores, el de ser nombrado coronel honorario de alguna unidad militar.

## Autoridad y poderes
El inhaber tenía amplios poderes dentro de su regimiento. Primero, podía realizar nombramientos en el mismo, o al menos imponer su veto a los realizados. En segundo lugar, ostentaba cierta autoridad delegada por ley. Cada regimiento, si tenía su propio inhaber, era identificado por el nombre de este, así como un número invariable dentro de su arma.
El inhaber normalmente ocupaba la posición de por vida. Por ejemplo, Carlos Eugenio de Lorena, príncipe de Lambesc fue coronel-propietario del Regimiento de Coraceros Nº.22, desde el 22 junio 1794 hasta su muerte en Viena, el 21 de noviembre de 1825. El inhaber era a menudo de la misma nacionalidad que el regimiento —austriaco, bohemio, húngaro o croata—, reflejando de esta forma el ideal territorial de la monarquía habsbúrgica, a saber, un pueblo unido en armas bajo su aristocracia nativa en defensa de la fe y del imperio. Cuándo se nombraba inhaber a un príncipe, se escogía un segundo coronel para llevar a cabo sus deberes militares.
El Ejército Imperial Ruso también utilizó este sistema, y los regimientos frecuentemente llevaron el nombre de una región geográfica. Por ejemplo, Friedrich, Barón de Hotze, al entrar al servicio de Catalina II, zarina de Rusia, fue nombrado teniente de un regimiento de dragones, denominado Regimiento Ingermannland por el territorio localizado entre el lago Peipus, el río Narova, y el lago Ladoga, en el antiguo gran ducado de Novgorod.